# Ескорт для дам
«Ескорт для дам» — американсько-британський фільм 2007 року.

## Сюжет
Картер Пейдж Третій – елітний і дорогий представник ескорту для дам вищих кіл. Однак жорстоке вбивство коханця його подружки, дружини сенатора, змінює все його життя. Картер хоче самостійно розібратися у цій загадковій справі і першим опиняється на місці злочину, де його застає поліція. Тепер Картер – головний підозрюваний.